# Anagrafe
L'anagrafe (dal greco ἀναγραϕή, "registro") è un registro della popolazione, tenuto dall'amministrazione di un qualunque ente (un comune, una regione, uno stato) ai fini di riportare i mutamenti demografici dovuti a cause naturali (come nascite, morti, migrazioni) e civili (per esempio, matrimoni e unioni civili).